# Adrift (Izgubljeni)
"Adrift" je druga epizoda druge sezone televizijske serije Izgubljeni i sveukupno 27. epizoda kompletne serije. Režirao ju je Stephen Williams, a napisali su je Steven Maeda i Leonard Dick. Prvi puta se emitirala 28. rujna 2005. godine na televizijskoj mreži ABC. Glavni lik radnje epizode je Michael Dawson koji se u radnji koja se odvija prije dolaska na otok bori za skrbništvo nad svojim sinom Waltom Lloydom. U radnji koja se odvija na otoku pratimo Michaela i Sawyera koji se na potpuno uništenoj splavi non-stop svađaju dok plutaju prema obali, a Kate Austen i John Locke ulaze u tajanstveno podzemno okno i susreću se s Desmondom Humeom.
Radnja epizode nastavlja se na priču koja je završila u finalu prethodne sezone, ali također se dotiče i događaja iz prethodne epizode "Man of Science, Man of Faith". Iako je u početku to trebala biti Sawyerova epizoda, scenaristi su je ponovno napisali i fokusirali je na lik Michaela. Scene na pučini snimljene su na havajskoj obali. Epizodu Adrift gledalo je 23.17 milijuna Amerikanaca što ju je označilo drugom najgledanijom epizodom kompletne serije. Epizoda je dobila negativne kritike uglavnom zbog radnje koja se odvija prije otoka, scena na splavi te općenito zbog nedostatka napretka radnje.

## Radnja
U radnji koja se odvija prije otoka, Michael Dawson (Harold Perrineau) svađa se sa svojom bivšom djevojkom Susan Lloyd (Tamara Taylor) koja ga traži da potpiše dokument kojim se odriče očinstva nad njihovim sinom Waltom. Premda se Michael u početku opire i tuži je kako bi zadržao skrbništvo, na kraju ga Susan nagovara da on sam započne sumnjati u vlastite motive i činjenicu želi li skrbništvo zbog vlastite pobude ili zbog Waltovih najboljih namjera.
Nakon napada na splav koja ostaje uništena, Sawyer (Josh Holloway) pluta oceanom. Michael i dalje neprekidno vrišti za Waltom, a Sawyer se dere kako bi dozvao Jina-Sooa Kwona (Daniel Dae Kim). Sawyer ipak odluči prvo spasiti Michaela te ga odvlači na ostatak splavi i daje mu umjetno disanje. Michael se budi i okrivljuje Sawyera što ga je natjerao da upotrijebi signalni pištolj koji je privukao njihove napadače. Nedugo potom njih dvojica primijete morskog psa koji pliva oko njih; Michael vjeruje da je psa navukla Sawyerova rana te se njih dvojica nastave svađati.
Na otoku, nakon što je Kate Austen (Evangeline Lilly) nestala u oknu, John Locke (Terry O'Quinn) se spušta kroz njegov otvor i pronalazi je onesviještenu na podu u sobi s kompjuterom. Naoružani Desmond (Henry Ian Cusick) prilazi im s leđa i upita Lockea je li to "on". Locke u početku kaže da jest, ali neuspješno odgovara na postavljenu zagonetku. Sve to natjera Desmonda da uperi u njih pušku i naredi Kate da zaveže Lockea. Međutim, Locke uvjeri Desmonda da bi Kate trebala biti ta koja je zavezana. Desmond se složi, a dok ju veže Locke daje Kate svoj nož prije nego što je Desmond zaključa u mračnu prostoriju. Kate se oslobađa i shvati da se nalazi u prostoriji prepunoj hrane u kutijama s čudnim oznakama. Nakon toga Kate se penje kroz otvor za ventilaciju.
Ubrzo potom gledamo istu scenu kao iz prethodne epizode, "Man of Science, Man of Faith". Začuje se alarm. Desmond zajedno s Lockeom prilazi kompjuteru i natjerava ga da unese "brojeve" u kompjuter koji to i učini pa se sat resetira na novih 108 minuta. Ubrzo potom Desmond opazi Jacka Shepharda (Matthew Fox) i nakon što ovaj dođe u kompjutersku sobu, prisiljava Lockea da razgovara s Jackom (kao u prethodnoj epizodi).
Za to vrijeme Michael i Sawyer vide jedan veći dio splavi kako pluta te se odluče na nju popeti. Sawyer otpliva do tamo, a prije toga daje Michaelu pištolj u slučaju da ga napadne morski pas. Kada se to dogodi, Michael ispali nekoliko metaka i ozlijedi morskog psa. Nakon toga pridruži se Sawyeru na ostatku splavi, a kada dođe jutro on zaplače shvativši da sa sobom nije trebao povesti Walta te okrivljava sebe za otmicu sina. U tom trenutku Sawyer primijeti da su se u potpunosti približili otoku. Nakon dolaska na obalu vide Jina koji trči prema njima, ruku zavezanih iza leđa, vičući "Drugi!" te bježeći od skupine ljudi koja ga proganja.

## Produkcija
Finale prve sezone završava s dva uzbudljiva trenutka - jedan je otvaranje okna, a drugi napad Drugih na Michaelovu splav. Kada je započela produkcija druge sezone serije, scenaristi su odlučili da će se premijera sezone ("Man of Science, Man of Faith") fokusirati isključivo na okno, a da će cijelu radnju sa splavi ostaviti za drugu epizodu. Kako bi izbjegli napuhanost prvog nastavka, poput razvoja radnje u oknu (Lockeov prepad), neke stvari su ostavljene za otkrivanje i u epizodi Adrift. U početku je zamišljeno da će glavni lik radnje epizode Adrift biti Sawyer i da će gostujuća glumica biti Jolene Blalock, ali u posljednji trenutak je napravljena izmjena i glavni lik epizode je postao Michael.
Redatelj epizode Stephen Williams opisao je snimanje scena na moru izrazito izazovnim budući su valovi uzrokovali nesinkronizirano kretanje kamera, osvjetljenja, kompletne scene i glumaca. Williams je, međutim, smatrao da će zbog lokacije sve scene djelovati realistično. Scene u vodi snimane su puna tri dana, a glumac Harold Perrineau dobivao je lekcije o plivanju tijekom priprema za snimanje. U scenu u kojoj se Sawyer priprema za plivanje do drugog dijela splavi može se vidjeti morski pas s podvodnim znakom Dharma Inicijative na svojoj peraji. Prvotno je to trebala biti interna šala za koju se ispostavilo da je postala vidljivija nego što su kreatori planirali. Za potrebe scena napravljen je poseban mehanički morski pas od lutaka, ali u sceni u kojoj pas napada Michaela jedan od članova snimateljske ekipe nalazio se pod vodom i držao peraju.

## Priznanja
Epizodu Adrift gledalo je 23.17 milijuna Amerikanaca što ju je označilo drugom najgledanijom epizodom kompletne serije, odmah iza prethodne epizode.
Kritike za epizodu bile su uglavnom negativne. Mac Slocum s internetske stranice Filmfodder.com proglasio je kompletan flashback "potpuno nezanimljivim". Jeff Jensen iz časopisa Entertainment Weekly smatrao je da "je radnja koja se odvija prije otoka jedna od najsiromašnijih i najtraljavijih koje smo do sada vidjeli" te je nadodao da publika nije doznala ništa novo, a također mu se nije sviđala Michaelova priča na samom otoku naglasivši da "niti redatelj niti glumci nisu imali jasnu viziju o tome kako bi sve te scene trebale izgledati". Jensen je, međutim, hvalio scene u oknu smatrajući glumu Terryja O'Quinna i njegovu interakciju s Henryjem Ianom Cusickom kao onu "koja je spasila osrednju epizodu sezone". Ryan Mcgee iz Zap2it smatrao je da je otkrivanje događaja iz okna iz različitih perspektiva "osvježenje naracije", ali žalio se na nedostatak razvoja same radnje te naglasio da su scene na splavi "tri puta duže nego što bi trebale biti uz vidljivo lažan napad morskog psa". Chris Carabott s internetske stranice IGN dao je ocjenu epizodi 8.2/10, hvaleći glumu Harolda Perrineaua i radnju koja se odvija prije otoka, ali je u konačnici ta stranica postavila epizodu Adrift na 80. mjesto najboljih epizoda serije Izgubljeni (od sveukupno 115) uz komični komentar da je morski pas trebao pojesti Michaela kako bi "poštedio publiku puno Waltoooozarenja". Na sličnoj listi koju su proveli novinari Los Angeles Timesa, epizoda Adrift postavljena je na četvrto mjesto najgorih epizoda serije, opisujući je "dosadnom". New York Magazine proglasio je epizodu Adrift kao "jednom od dvadeset najbesmislenijih epizoda serije" žaleći se da je epizoda "usporila kompletnu radnju" te da bi bila puno bolja da su Michael i Sawyer ranije stigli do obale.

## Vanjske poveznice
- "Adrift" na ABC-u